# Wichita Recordings
Wichita Recordings ist ein britisches Independent-Label mit Sitz in London.

## Geschichte
Das Label wurde im Jahr 2000 durch Dick Green und Mark Bowen gegründet. Green war bis 1999 neben Alan McGee Eigentümer von Creation Records, Bowen war A&R-Manager. Das erste Album, das in England unter Wichita Recordings veröffentlicht wurde, war im Jahr 2000 das zweite Album der Bright Eyes Fevers And Mirrors.

## Künstler
- Meg Baird
- Bloc Party
- The Blood Brothers
- Brave Captain
- Bright Eyes
- The Bronx
- The BumbleBeez
- Canyon
- Clap Your Hands Say Yeah
- The Cribs
- The Dodos
- The Drips
- Elastica
- Espers
- Euros Childs
- FIDLAR
- Giant Drag
- Her Space Holiday
- KID606
- Les Savy Fav
- Los Campesinos!
- Los Desaparecidos
- Lovvers
- Peter Moren
- My Morning Jacket
- Northern State
- Conor Oberst
- The Pattern
- Penfold Plum
- Peter Bjorn and John
- Ruby
- Simian Mobile Disco
- Saul Williams
- Sky Larkin
- Those Dancing Days
- Wauvenfold
- Waxahatchee
- Weevil
- Yeah Yeah Yeahs